# Airfix Dogfighter
Airfix Dogfighter är ett stridsflygsimulatorspel, utvecklat av Paradox Entertainment och Unique Development Studios och utgivet av EON Digital Entertainment. Det släpptes den 14 januari 2000 i Europa och Nordamerika till Windowsdatorer.
I spelet tar spelaren kontrollen över ett modellflygplan. 15 plan finns i spelet, som återger andra världskriget i ett hem och en trädgård från 1950-talet. Spelet går ut på att man skall skjuta ned andra plan och bomba markmål med mer. Man kan välja ifall man vill strida för de allierade eller axelmakterna. Det finns 20 olika banor att spela, 10 för axelmakterna och 10 för de allierade. Man arbetar sig upp genom de olika banorna när spelaren blir bättre. Man erövrar olika medaljer för varje bana beroende på vilket uppdrag det är. Man samlar på sig stjärnor eller kors (beroende på om man är axelmakterna eller de allierade), och när man kommer till 10 (antalet stjärnor eller kors) så uppgraderas vapnen på spelarens flygplan.
Spelet är baserat på Airfix, vilket är ett märke för plastmodeller.